# Proamytta
Proamytta is een geslacht van rechtvleugeligen uit de familie sabelsprinkhanen (Tettigoniidae). De wetenschappelijke naam van dit geslacht is voor het eerst geldig gepubliceerd in 1965 door Beier.

## Soorten
Het geslacht Proamytta omvat de volgende soorten:
- Proamytta eburnea Beier, 1965
- Proamytta kamerunensis Beier, 1965
- Proamytta simillima Beier, 1965
- Proamytta brevipennis Chopard, 1945
- Proamytta insularis Chopard, 1958
- Proamytta reducta Beier, 1965
- Proamytta simplicoides Beier, 1965
- Proamytta sincera Beier, 1965
- Proamytta spinifera Naskrecki, 2008
- Proamytta straminea Sjöstedt, 1912